# James Payn

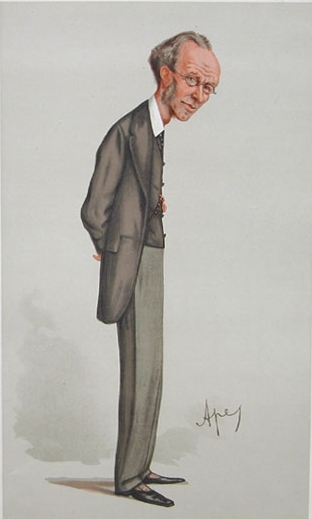
"The Heir of the Ages"
Payn caricaturé par Ape (Carlo Pellegrini) dans Vanity Fair, le 8 septembre 1888.

Jacques Payn, né le 28 février 1830, et mort le 25 mars 1898, est un journaliste et romancier anglais. Parmi les périodiques qu'il a publiés, mentionnons le Chambers's Journal à Édimbourg et le Cornhill Magazine à Londres.
James Payne reste peu connu en France. Aucune de ses œuvres n’a été traduite en français, et la Bibliothèque nationale de France n’a rien sous son nom…

## Biographie

### Famille
Le père de Payn, William Payn (1774/5-1840), est greffier des commissaires de la Tamise et, à un moment donné, trésorier du comté de Berkshire. Payn étudie à Eton, et ensuite entre à l'Académie Militaire de Woolwich; mais sa santé n'étant pas à la hauteur des exigences d'une carrière militaire, et il poursuit en 1847 au Trinity College, Cambridge. Il y devient un des membres les plus populaires et sert comme président de The Cambridge Union (en). Avant d'arriver à Cambridge, il fait paraître quelques vers dans le Leigh Hunt's Journal et, alors qu'il n'était pas encore diplômé, il publie Stories from Boccaccio en 1852 et ses Poems en 1853.
Dans la même année, il quitte Cambridge, rencontre et épouse peu de temps après Louise Adélaïde Edlin (née en 1830 ou 1831), sœur du juge Sir Peter Edlin, plus tard président de la London Quarter Sessions. Ils ont eu neuf enfants, dont le troisième, Alicia Isabel (morte en 1898), mariée à l'éditeur du Times, George Earle Buckle (en).

### Éditeur et romancier
Payn s'est ensuite installé dans le Lake District pour une carrière littéraire et a contribué régulièrement au Household Words et au Chambers's Journal. En 1858, il s'installe à Édimbourg pour servir comme co-rédacteur en chef de ce dernier titre, et en devient l'unique rédacteur en chef en 1860. Il a dirigé le magazine avec beaucoup de succès pendant 15 ans. Entre-temps, il a déménagé à Londres en 1861. C'est dans le Chambers's Journal qu’il publie, en 1864, son histoire la plus populaire, Lost Sir Massingberd. Dès lors il s'engage dans l'écriture de romans, dont Richard Arbour or the Family Scapegrace (1861), Married Beneath Him (1865), Carlyon's Year (1868), A County Family (1869), By Proxy (1878), Confidential Agent (1880),Thicker Than Water (1883), A Grape from a Thorn, The Talk of the Town (1885), et The Heir of the Ages (1886).
En 1883, il succède à Leslie Stephen en tant que rédacteur en chef du Cornhill Magazine et continue à ce poste jusqu'à l'effondrement de son état de santé en 1896. Il est également conseiller littéraire auprès de Smith, Elder & Company. Ses publications comprennent un Handbook to the English Lakes (1859) et divers volumes d'essais occasionnels, Maxims by a Man of the World (1869), Some Private Views (1881), Some Literary Recollections (1884). Une œuvre posthume, The Backwater of Life  (1899), révèle une grande partie de sa personnalité dans un climat de réflexion aimable et sensible sur des sujets familiers. Il meurt à Londres, le 25 mars 1898.
Sir Leslie Stephen a fourni une introduction biographique à The Backwater of Life.

## Œuvres
Articles
- "The Critic on the Hearth," The Nineteenth Century, Vol. V, janvier/juin 1879.
- "An Indo-Anglian Poet," The Gentleman's Magazine, Vol. CCXLVI, janvier/juin 1880.
- "Two Infant Phenomenons," The Gentleman's Magazine, Vol. CCXLVI, janvier/juin 1880.
- "Sham Admiration in Literature," The Nineteenth Century, Vol. VII, janvier/juin 1880.
- "The Pinch of Poverty," The Nineteenth Century, Vol. VII, janvier/juin 1880.
- "Success in Fiction," The North American Review, Vol. 140, No. 342, mai 1885.
- "On Conversation," The Nineteenth Century, Vol. XLII, juillet/décembre 1897.
- "On Old Age," The Nineteenth Century, Vol. XLII, juillet/décembre 1897.

Nouvelles
- "The Midway Inn," The Nineteenth Century, Vol. V, janvier/juin 1879.
- "Uncle Lock's Legacy," Short Stories, Vol. XI, septembre/décembre 1892.
- "A Successful Experiment," Short Stories, Vol. XI, septembre/décembre 1892.
- "Rebecca's Remorse." In Short Stories from "Black and White," Chapman & Hall, 1893.
- "A Faithful Retainer." In Stories by English Authors, Charles Scribner's Sons, 1901.